# أم اليماميد (الريف الغربي)
أم اليماميد (بالفارسية: ام‌الامامید) هي منطقة سكنية تقع في إيران في قسم الريف الغربي الريفي. يقدر عدد سكانها بـ 42 نسمة بحسب إحصاء 2016.